# Вормс, Николай Александрович
Николай Александрович Вормс (1844—1870) — русский поэт.

## Биография
Родился 18 (30) октября 1844 года в Севске Орловской губернии в семье отставного майора Александра Фёдоровича Вормса (1805—1852) и Марии Петровны, дочери коллежского асессора Петра Звонникова. Крещён был 21 октября; восприемниками были севский предводитель дворянства ротмистр Павел Иванович Подлинев и Анастасия Александровна Прозаркевич, жена уездного исправника Трифилия Прозаркевича.
В семилетнем возрасте потерял отца, а в десятилетнем возрасте был отдан матерью в «Благородный пансион при Орловской гимназии», где он познакомился с Леонидом Оболенским, читал написанные им стихотворения и рассказы. Затем он перешёл в Черниговскую гимназию. Там он пытался выпускать журнал и присылал номера Оболенскому, который писал: «Это был уже настоящий журнал с критикой, с общественной хроникой и даже с иностранной политикой. Вормс писал горячие статьи о Кавуре и Гарибальди, зачитывался «Современником» и тогдашними газетами».
После смерти матери, которую переживал очень тяжело, в начале 1860-х годов, не окончив гимназии, он уехал в Москву, где сблизился с Алексеем Николаевичем Плещеевым, принявшим участие в его дальнейшей судьбе. В 1862 году в «Современной летописи» (№ 33) было напечатано его первое произведение — письмо «Из Севска». В 1863 году он послал в журнал «Современник» 37 своих стихотворений, часть из которых была напечатана Некрасовым.
В Москве Вормс примкнул к кружку Н. А. Ишутина. После подавления польского восстания он участвовал в сборе средств для помощи ссыльным полякам и в 1864 году за ним было установлено негласное наблюдение. После покушения Д. В. Каракозова на Александра II в 1866 году ишутинская организация была ликвидирована, а Вормс случайно уцелел во время массовых арестов. В материалах следствия по делу Каракозова Николай Вормс упоминался как «бывший студент», который через Mapию Васильевну Модестову, состоявшую с ним в гражданском браке, находился в секретной переписке с подследственной Е. К. Оболенской. Вормс выехал в Швейцарию, где вступил в связь с русской революционной эмиграцией; материальную помощь ему оказывал А. И. Герцен. В номерах «Колокола» от 1 января, 1 февраля и 1 марта 1867 года была опубликована его статья «Белый террор», подписанная псевдонимом «Один из сосланных под надзор полиции», в которой он описал деятельность ишутинского кружка и его разгром. В апреле 1868 года Герцен разорвал с ним отношения после письма, в котором Вормс обвинил его в разглашении имени автора «Белого террора».
Вормс также продолжал публиковать свои стихи в русских изданиях, таких как «Современник», «Русское слово», «Развлечение», «Искра» и других.
В 1868 году он заболел чахоткой и временно переехал в Ниццу. Скончался в феврале 1870 года в Швейцарии.